# Sombra de ojos

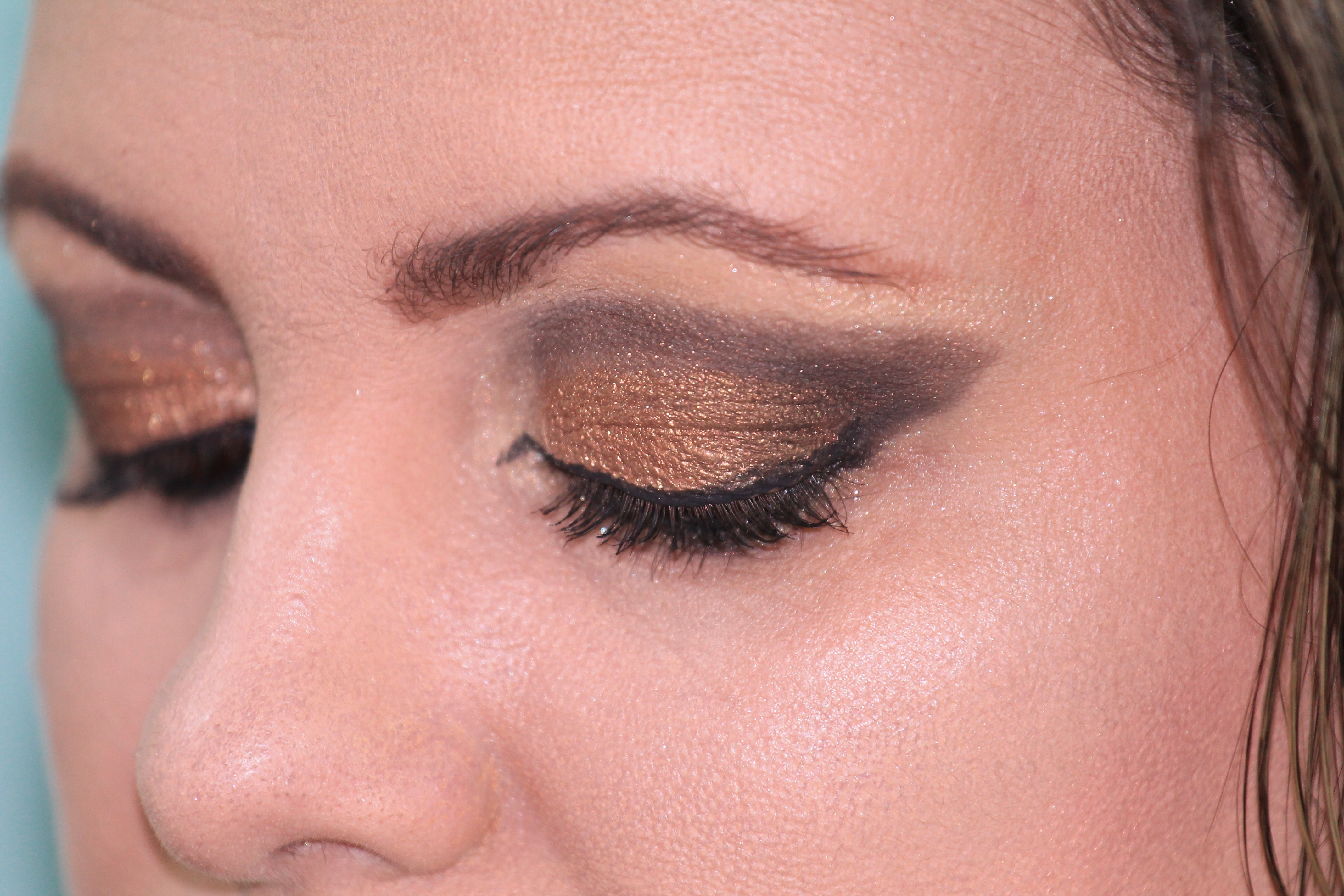
Ojo con sombra color oro.

La sombra de ojos es un cosmético que se aplica en los párpados y debajo de las cejas. Comúnmente se utilizan para darles tonalidades y luz a los ojos. 
Las sombras de ojos proveen profundidad y dimensión a los ojos, complementan el color de los mismos, o simplemente atraen la atención. Existe en diferentes colores y texturas. Generalmente están hechos de polvos, pero pueden encontrarse en forma de líquido, de lápiz o de crema.
Las civilizaciones alrededor del mundo utilizan sombra de ojos, principalmente las mujeres, pero también los hombres en algunos casos. En el mundo occidental es un cosmético. En promedio, la distancia entre las pestañas y las cejas es el doble en tamaño en las mujeres que en los hombres. Así, las sombras de ojos más pálidas agrandan el área y dan un efecto muy femenino. 
En la subcultura gótica, las sombras empleadas son negras o muy oscuras, otros tipos de maquillaje como el rímel son populares en ambos géneros. 
Mucha gente usa sombra de ojos simplemente para favorecer su apariencia, pero también se utiliza en los teatros y en otras obras, para crear un aspecto memorable, con colores brillantes y a veces poco comunes. Dependiendo del tono de la piel y de la edad, el efecto de las sombras es atractivo y llama la atención.

## Uso

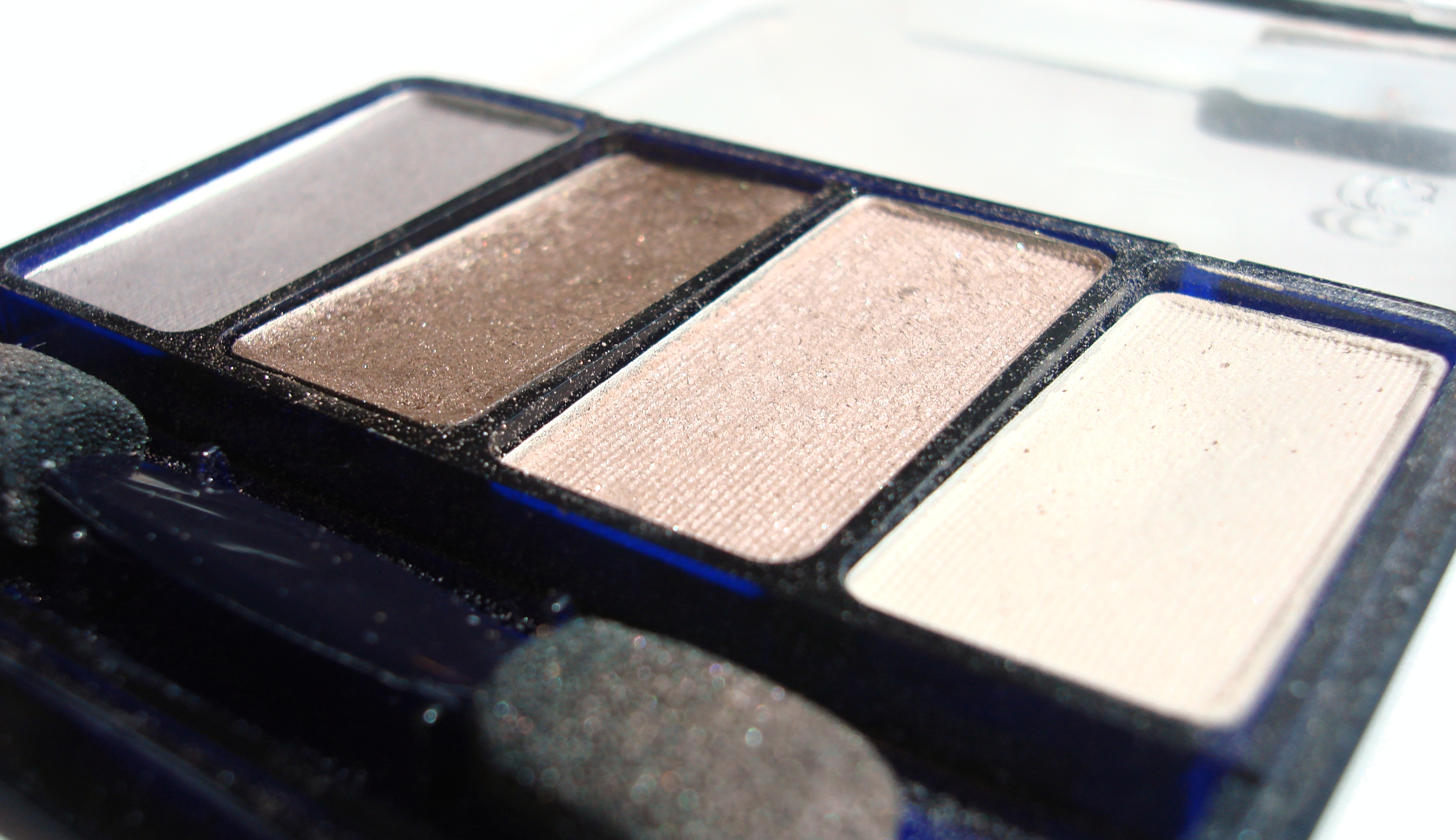
Una paleta de sombras en diferentes tonos y colores.

La sombra de ojos puede aplicarse en distintas formas, dependiendo del efecto esperado y de las fórmulas. Generalmente se la aplica con esponjas, con los dedos o con pinceles. Lo más importante al colocarse sombras, como cualquier maquillaje, es saber combinarlas. Existen productos especiales para evitar que la sombra se desvanezca, además de sets especiales con tres tonos diferentes: uno para iluminar y otro para intensificar el color. Además de la sombra, para completar el maquillaje de los ojos suelen utilizarse delineadores y rímel (máscara de pestañas). 
Para quitar las sombras, pueden utilizarse productos como aceites o cremas limpiadoras, aunque en algunos casos pueden quitarse con agua. Generalmente son fáciles de remover, ayudándose con agua y jabón.

## Historia
Ya en el año 10 000 a. C., en entierros egipcios, se hallaron trazas del uso de sombras de ojos. La palabra "cosmetae" fue utilizada por primera vez para describir a los esclavos de Roma especializados en bañar en perfume a sus amos y amas.

### Egipto
Al menos desde el año 10 000 a. C., los hombres y las mujeres utilizaban aceites y ungüentos para suavizar su piel y para su higiene. Más tarde comenzaron a utilizar tinturas para darle color a la piel, al cuerpo y al cabello; delineaban sus ojos y sus cejas, además de aplicarse polvos en las mejillas. 
Las sombras se aplicaban con un pequeño pincel. Los párpados se bordeaban con una línea que se extendía hacia los lados de la cara para lograr un efecto almendrado. Además de protegerlos de los rayos solares, se pensaba que el maquillaje podría mejorar la visión y prevenir las infecciones en los ojos. El Kohl, la principal fuente de maquillaje, se guardaba en frascos pequeños de forma redonda.
Todos los acomodados, sin importar la edad ni el género utilizaban maquillaje. Se empleaban espejos de plata o cobre para aplicarlo en una forma uniforme.

### Grecia
En Grecia, los aceites, perfumes, polvos cosméticos, sombras de ojos, brillos para la piel, tinturas, cremas y tintes para el cabello eran también de uso generalizado entre la clase alta. La exportación y venta de estos elementos formaron parte importante en el comercio por el Mediterráneo. Durante el siglo VIII y el siglo VII a. C., los mercaderes griegos corintios y rodios dominaron el mercado de los perfumes y cosméticos. 

### Roma
Los hombres y las mujeres de Oriente Próximo se pintaban los ojos con Kohl, al igual que los egipcios, para protegerse del "mal de ojo". Luego de la derrota de los griegos a manos de los romanos, las damas romanas adquirieron también la costumbre de pintarse los ojos. Más que utilizarse para alejar los malos espíritus, en el imperio romano se veía como una mera cuestión estética y de moda.